# Maria Popescu
Maria "Marioara" Popescu (Bucarest, Rumanía, 4 de septiembre de 1919-Cantón del Valais, Suiza, 3 de noviembre de 2004) fue víctima de un error judicial suizo. 

## Biografía

### Vida antes de la detención
Casada con el hijo de un exministro rumano de justicia, una figura muy controvertida en su país y dueño del periódico Universul, el más importante de Rumania, llegó a Suiza con su marido en 1942 para escapar de la Segunda Guerra Mundial. 

### Acusación y detención
Un miércoles de agosto de 1945, Popescu fue detenida en Ginebra, acusada de la intoxicación de dos personas, su suegra y su empleada doméstica, y por la tentativa de asesinar a su suegro. Condenada el 21 de diciembre de 1946 por la Corte Penal de Ginebra a cadena perpetua por el envenenamiento de su suegra Lelia Popescu (que murió el 26 de junio de 1945), su sirvienta Lina Mory (que murió el 25 de julio de 1945) y tentativa de envenenar a su suegro Stelian Popescu (exministro de Justicia de Carlos II de Rumania), permaneció en la cárcel de Rolle hasta el 31 de enero de 1957. Es uno de los casos judiciales más espectaculares de la historia ginebrina (junto con los de Sissi, Léon Nicole, Georges Oltramare y Pierre Jaccoud).
Popescu, que todavía no había cumplido veintiséis años en el momento de su detención, siempre proclamó su inocencia. En dos ocasiones, pidió la revisión de su caso. Las pruebas presentadas en el segundo examen, defendido por Georges Brunschvig, destruyeron gran número de certezas de culpabilidad decididas demasiado rápidamente durante su juicio en 1945. Sin embargo, la revisión fue rechazada en las dos ocasiones, lo que conmocionó a gran parte de la opinión pública. En 1957, después de once años y medio de cautiverio, su llamamiento a la clemencia fue aceptado por el Parlamento de Ginebra.

### En libertad
Popescu salió de la cárcel. Nunca rectificó y siguió proclamando su inocencia. En 1961 publicó un libro con el título Entre dos miércoles (Entre deux mercredi), que habla en gran parte de su caso, pero que también es un testimonio único sobre la estructura de las cárceles suizas en la época. El libro arroja una luz oscura sobre las duras condiciones de vida en prisión en Suiza. Fue una contribución para una reforma penitenciaria en Suiza, que tuvo lugar posteriormente, y causó, tal vez, también cambios en algunos métodos judiciales. 
María Popescu se retiró, adoptó un hijo en Suiza y se reintegró en la vida social. Murió en 2004. 